# هولغر ليندبرغ
هولغر ليندبرغ هو مصارع هاوي سويدي، ولد في 20 أغسطس 1894 في غوتالاند في السويد، وتوفي في 2 يوليو 1966 في سكونا في السويد.

## وصلات خارجية
- هولغر ليندبرغ على موقع أوليمبيديا (الإنجليزية)
- هولغر ليندبرغ على موقع اللجنة الأولمبية السويدية (السويدية)